# Безпощадно
„Безпощадно“ (на английски: Without Remorse) е американски екшън трилър от 2021 г., базиран на едноименния роман от 1993 г., написан от Том Кланси. Режисиран е от Стефано Солима и е сценарият е написан от Тейлър Шеридан и Уил Стейлпълс, във филма участват Майкъл Б. Джордан, Джейми Бел, Джоди Търнър-Смит, Лорън Лондон, Брет Гелман, Джейкъб Скорпио, Джак Кеси, Колман Доминго и Гай Пиърс.
Оригинално е продуциран и предвиден за излъчване по кината от Парамаунт Пикчърс, филмът е отменен, докато след това е придобит от „Amazon Studios“, който е дигитално пуснат от „Amazon Prime Video“ на 30 април 2021 г. Получава смесени отзиви от критиците, които хвалят изпълнението на Джордан.

## Актьорски състав
| Актьор            | Роля           |
| ----------------- | -------------- |
| Майкъл Б. Джордан | Джон Кели      |
| Джейми Бел        | Робърт Ритър   |
| Джоди Търнър-Смит | Карън Гриър    |
| Лорън Лондон      | Пам Кели       |
| Брет Гелман       | Виктор Риков   |
| Джейкъб Скорпио   | Хачет          |
| Джак Кеси         | Тъндър         |
| Колман Доминго    | Пастор Уест    |
| Гай Пиърс         | Секретаря Клей |
| Тод Ласанс        | Далас          |